# Stanisław Kubacki
Stanisław Kubacki, ps. „Stasiek” (ur. 2 maja 1908 w Sąszycach, zm. 21 lutego 1944) – polski robotnik, działacz komunistyczny we Francji.

## Życiorys
Urodził się 2 maja 1908 w Sąszycach w rodzinie chłopa małorolnego. W 1925 wyjechał do Francji, gdzie pracował jako robotnik. W 1931 został członkiem Francuskiej Partii Komunistycznej. Za swoją działalność komunistyczną był wielokrotnie więziony. W 1936 wstąpił jako ochotnik do Brygad Międzynarodowych w Hiszpanii i wówczas walczył w stopniu oficerskim w brygadzie im. im. Jarosława Dąbrowskiego. 
Po upadku Drugiej Republiki Hiszpańskiej został przymusowo osadzony w jednym z obozów we Francji. W 1940 został przeniesiony do Niemiec, skąd zbiegł po trzech miesiącach, aby móc włączyć się do działalności konspiracyjnej. Wówczas był jednym z pierwszych organizatorów polskiego ruchu oporu na terenie Francji. 
W 1942 wstąpił do organizacji Francs-tireurs et partisans – Main d’oeuvre immigrée, dowodzonej przez ormańskiego poetę Missaka Manukiana. W listopadzie 1943 oddział został ujęty przez Niemców, a jego członkowie wraz ze Stanisławem Kubackim zostali skazani na karę śmierci. Wyrok na Kubackim został wykonany 21 lutego 1944 poprzez rozstrzelanie.